# Aktinorytis malajski
Aktinorytis malajski (Actinorhytis calapparia) – gatunek roślin z rodziny arekowatych (Arecaceae). Należy do monotypowego rodzaju aktinorytis Actinorhytis. Występuje w naturze na Nowej Gwinei oraz Wyspach Salomona. Rozpowszechniony został w uprawie w Azji południowo-wschodniej (na Sumatrze, w zachodniej Malezji i w Tajlandii).
Palma ta uznawana jest za roślinę magiczną. Nasiona żute są jak betel. Wykorzystywane są także kłodziny jako źródło drewna – na podłogi, drzwi i słupy.

## Systematyka
Pozycja systematyczna
Gatunek z monotypowego rodzaju aktinorytis Actinorhytis H. Wendland et Drude Linnaea 39: 184. Jun 1875.
Należy do rodziny arekowatych (Arecaceae), rzędu arekowce (Arecales), kladu jednoliścienne (monocots) w obrębie kladu okrytonasiennych.
W obrębie arekowatych należy do podrodziny Arecoideae, plemienia Areceae.